# 田辛甫
田辛甫（1911年2月—1985年4月24日），原名宗仁，笔名辛甫、初文、春雨，河北大名人，中国画家、出版家。

## 生平
1911年生于河北大名，幼年即开始学画。1927年，田辛甫入河北省立第七师范学校，师从白寿章习花鸟画，毕业后留校任小学美术教师。曾受过画家齐白石的指导。1930年加入中国共产党。1938年任大名县四区抗战大众剧团团长。后任《黎明报》、《人山报》编辑，创办《冀南画报》。
1954年入中央美术学院进修，又任河北省文联美术部长、省美术工作室主任。1956年末，田辛甫结束中央美术学院国画系学业返回省城保定，不久河北省美术工作室撤销，田辛甫转任《河北画报》总编辑。1958年, 直辖市天津划归河北省，省会迁至天津，田辛甫亦随报社举家迁往天津。此时花鸟画被斥为「封建糟粕」，田辛甫时常告诫手下编辑上班时间不要画画，而其自己却时常插上门偷偷画写意花鸟画。1958年第2期《河北画报》发表诗配画《同庆丰年》，年画《瓜果满院》和《毛主席和青年农民谈话》也由天津美术出版社出版。是年，该刊第4期又刊载田辛甫所作年画《毛主席在山区》，第7期发表了田辛甫执笔的《我国壁画的历史发展》。期间田辛甫又有《渚龙河畔起烽烟》、《建明公社图卷》等画作，与人合作《狼牙秋色》、《大禹治水》。其花鸟画作品有《蝴蝶海棠》、《象牙红》、《双鹭》、《荔枝》、《地竹》、《桃子》、《灯塔花》、《瓜蒌》、《鸡冠花》、《葡萄》等。
1960年7月，田辛甫出席第三次中国文学艺术界联合会和中国美术家协会第二次会员代表大会，同时加入该协会。1961年2月，《河北画报》受国家经济困难影响而被迫停刊。7月, 《河北画报》更名为《河北美术》继续出版。后任中国美术家协会河北分会主席。期间，田辛甫还组织数十位画家旅行写生并举办展览。
文化大革命开始后，《河北画报》旋即停刊，总编辑田辛甫被差遣到邯郸鸡泽县救灾，后又依次迁至石家庄“320”省直学习班文艺大队第五队、滹沱河干校果园、邢台隆尧县唐庄农场劳动。在此期间，田写了几万字的检查和申诉材料。1971年，《河北画报》重新筹备复刊，1972年正式发刊并更名为具有“文革色彩”的《河北工农兵画刊》, 由美术期刊变为摄影期刊。
1980年4月，第四届河北省文代会召开，田辛甫当选常务委员。在会上，田提出复兴美术刊物的期望：
|  | 如果一个省内没有一个美术刊物，就缺少了美术作品的发表阵地，就好像戏剧对舞台一样的需要。如果没有戏剧舞台，再好的戏，也很难演出了。 |

1981年7月，田辛甫重新至《河北画报》报社任顾问。1985年4月24日去世。

## 著作
其画作有《王公村全景》、《胜似春光》、《毛主席和农民谈话》等。后集为《田辛甫画选》。